# کری شیل
کری شیل (انگلیسی: Kerry Shale) یک بازیگر، خواننده، نویسنده و صداپیشه انگلیسی کانادایی است.

## گزیده فیلمشناسی
کری شیل در فیلم‌های سینمایی و مجموعه‌های تلویزیونی نیز نقش آفرینی کرده‌است برخی از آنها عبارتنداز:
- ینتل (۱۹۸۳)
- فروید (۱۹۸۴)
- فروشگاه کوچک ترسناک (۱۹۸۶)
- شیر، کمد و جادوگر (۱۹۸۸)
- شارپ (۱۹۹۳)
- جود (۱۹۹۶)
- آرکی‌او ۲۸۱ (۱۹۹۹)
- ۱۰۲ سگ خالدار (۲۰۰۰)
- کد ۴۶ (۲۰۰۳)
- ژاکت (۲۰۰۵)
- جنوا (۲۰۰۸)
- سرباز جهانی: احیا (۲۰۰۹)
- آرتور کریسمس (۲۰۱۱)
- ترسی شگفت از همه‌چیز (۲۰۱۲)
- پیرمرد صدساله‌ای که از پنجره فرار کرد و ناپدید شد (۲۰۱۳)
- سفر به اسپانیا (۲۰۱۷)
- قتلگاه (۲۰۰۴)
- بزرگ سیاره کوچک ۲ (۲۰۱۱)
- نمایش سگ‌ها (۲۰۱۸)
- مسابقات رالی جاده‌ای (۲۰۲۳)